# Sonia Kumar
Pour les articles homonymes, voir Kumar.
Sonia Kumar est une femme politique britannique. Membre du Parti travailliste, elle est élue députée à la Chambre des communes pour la circonscription parlementaire de Dudley (en) lors des élections générales britanniques de 2024.

## Biographie
Sonia Kumar naît dans une famille d'origine sikh. Avant de s'engager en politique, elle travaille comme kinésithérapeute au sein du National Health Service.
Elle est sélectionnée en mai 2024 par le Parti travailliste pour la circonscription parlementaire de Dudley (en), nouvellement créée qui réunit celles de Dudley North et de Dudley South.
Lors de la campagne pour les élections générales de 2024, son adversaire du Parti conservateur, le représentant sortant Marco Longhi, est accusé d'utiliser une tactique de dog whistle contre Sonia Kumar. Son équipe de campagne envoie des tracts aux membres de la diaspora pakistanaise et à la communauté des musulmans du Cachemire (en), mettant l'accent sur le nom de famille d'origine indienne de Sonia Kumar, en l'écrivant en lettres capitales et souligné. Le candidat conservateur affirme qu'elle ne soutiendra pas le Cachemire si elle est élue au Parlement et tente ainsi de s'attirer les voix de ces deux communautés. Sonia Kumar et d'autres responsables travaillistes se disent choqués et dénoncent notamment « une politique clairement inappropriée, source de division ».
Le 4 juillet 2024, Sonia Kumar est élue membre du Parlement avec 12 215 voix, soit 34 %.